# Deadlock
Ein Deadlock ist eine Situation, in der sich die Alternativen eines Dilemmas gegenseitig blockieren, wodurch die Situation ausweglos wird.
Ein Deadlock in der Informatik bezeichnet eine ausweglose Situation, bei dem sich mehrere Prozesse blockieren, weil sie gegenseitig aufeinander warten. 
Ein Deadlock im Straßenverkehr kann entstehen, wenn vier Fahrzeuge gleichzeitig an einer Rechts-vor-links-Kreuzung ankommen.
Deadlocks bei der Eisenbahn sind Situationen, in denen sich Züge gegenseitig blockieren und kein normaler Betrieb mehr möglich ist.
Buridans Esel ist ein philosophisches Gleichnis, das einen Deadlock verdeutlicht. Kompliziertere Beispiele stellen das Raucherproblem und das Philosophenproblem dar.
Deadlock ist ein Anglizismus für Toter Punkt (Entwicklung) vor allem in der Spieltheorie.